# Liste von Bänden der Bibliothek der Alten Welt
Dies ist eine Liste von Bänden der Bibliothek der Alten Welt. Die Buchreihe Bibliothek der Alten Welt erschien im Artemis Verlag in Zürich. Sie ist unterteilt in die Unterreihen Griechische Reihe, Römische Reihe, Der Alte Orient, Antike und Christentum, Antike und Humanismus, Sammlungen und Anthologien, Forschung und Deutung und andere.
Aufgenommen sind auch Bände, die bei Artemis nach 1990 unter dem Namen dieser Reihe erschienen. Das sind überwiegend Reprints der alten Ausgabe, aber auch Übernahmen aus der Tusculum-Reihe.

## Übersicht

### Griechische Reihe
- Die Tragödien und Fragmente. Aischylos; auf Grundlage der Übersetzung von Johann Gustav Droysen; bearb., eingel. und Teilweise neu übersetzt von Franz Stoessl. 1952
- Erotische Briefe. Aristainetos; eingeleitet, neu übertragen und erläutert von Albin Lesky. 1951
- Sämtliche Komödien. Aristophanes; übertragen von Ludwig Seeger; Einleitung zur Geschichte und zum Nachleben der griechischen Komödie nebst Übertragungen von Fragmenten der alten und mittleren Komödie von Otto Weinreich. 1952/53 in zwei Bänden, ab 1968 in einem Band.
- Aristoteles:
  - Einführungsschriften. Aristoteles; eingeleitet und neu übertragen von Olof Gigon. Werke des Aristoteles; Bd. 1, 1961
  - Vom Himmel; Von der Seele; Von der Dichtkunst; eingeleitet und neu übertragen von Olof Gigon. Werke des Aristoteles; Bd. 2, 1950, 2. Auflage 1983
  - Die Nikomachische Ethik; neu übersetzt mit einer Einleitung und erklärenden Anmerkungen versehen von Olof Gigon. Werke des Aristoteles; Bd. 3, 1951, 2. Auflage 1967
  - Politik und Staat der Athener; eingeleitet und neu übertragen von Olof Gigon. Die Werke des Aristoteles; Bd. 4, 1955
- Alexanders des Großen Siegeszug durch Asien. Arrian; eingeleitet und neu übertragen von Wilhelm Capelle. 1950
- Sämtliche Reden. Dion Chrysostomos; eingeleitet, übersetzt und erläutert von Winfried Elliger. 1967
- Wege zum Glück. Epiktet, Teles und Musonius; auf der Grundlage der Übertragung von Wilhelm Capelle neu übersetzt, mit Anmerkungen versehen und Eingeleitet von Rainer Nickel. 1991 (Originalausgabe von Capelle: 1948)
- Von der Überwindung der Furcht: Katechismus, Lehrbriefe, Spruchsammlung, Fragmente. Epikur; eingeleitet und übertragen von Olof Gigon. 1949
- Die Tragödien und Fragmente. Euripides; bearbeitet und eingeleitet von Franz Stoessl. Griechische Reihe. Bd. 1, 1958, Bd. 2
- Aithiopika: die Abenteuer der schönen Chariklea: ein Griechischer Liebesroman. Heliodor, Übers. Rudolf Reymer 1950, Nachwort Niklas Holzberg
- Geschichten und Geschichte. Herodot; übersetzt von Walter Marg. Band 1, 1973 (21990), Band 2, 1983
- Sämtliche Gedichte: Theogonie, Erga, Frauenkataloge. Hesiod; übersetzt und erläutert von Walter Marg. 1970, 1984
- Fünf auserlesene Schriften. Hippokrates; eingeleitet und neu übertragen von Wilhelm Capelle. 1955
- Ilias. Homer; übersetzt von Wolfgang Schadewaldt; mit einer Einführung von Joachim Latacz
- Die Odyssee. Homer; übersetzt von Wolfgang Schadewaldt; mit einem Nachwort von Rainer Nickel
- Die Odyssee. Homer; Deutsch von Wolfgang Schadewaldt; herausgegeben von Olof Gigon; mit einem Nachwort von Wolfgang Schadewaldt.
- Die Briefe. Kaiser Julian der Abtrünnige; eingeleitet, übersetzt und erläutert von Lisette Goessler. 1971
- Die Dichtungen des Kallimachos , griechisch und deutsch. [Callimachi Poemata]; übertragen, eingeleitet und erklärt von Ernst Howald und Emil Staiger. 1955
- Autobiographische Schriften. Libanios; eingeleitet, übersetzt und erläutert von Peter Wolf; herausgegeben von Olof Gigon. 1967
- Parodien und Burlesken. Lukian; auf Grund der Wielandschen Übertragung, herausgegeben von Emil Ermatinger und Karl Hoenn. 1948
- Die Komödien und Fragmente. Menander; eingeleitet und übertragen von Günther Goldschmidt. 1949
- Reisen in Griechenland. Pausanias; Gesamtausgabe in drei Bänden auf Grund der kommentierten Übersetzung von Ernst Meyer; herausgegeben von Felix Eckstein, Peter Bol, 2001 (eine einbändige Ausgabe Beschreibung Griechenlands erschien 1954, in 2. Auflage 1967)
- Platon:
  - Die Werke des Aufstiegs: Euthyphron; Apologie; Kriton; Gorgias; Menon; neu übertragen von Rudolf Rufener; Einleitung von Gerhard Krüger. 1948, in der Ausgabe von Olof Gigon 1974
  - Frühdialoge: Laches; Charmides; Lysis; Der größere Hippias; Der kleinere Hippias; Protagoras; Euthydemos; Ion; Menexenos; eingeleitet von Olof Gigon; übertragen von Rudolf Rufener. 1960
  - Der Staat: Über das Gerechte. Platon; eingeführt von Gerhard Krüger; übertragen von Rudolf Rufener. 1950, Ausgabe von Olof Gigon 1974
  - Meisterdialoge: Phaidon; Symposion; Phaidros. Eingeleitet von Olof Gigon; übertragen von Rudolf Rufener. 1958
  - Spätdialoge 1: Theaitetos; Der Sophist; Der Staatsmann; Kratylos. eingeleitet von Olof Gigon; übertragen von Rudolf Rufener. 1965
  - Spätdialoge 2: Philebos; Parmenides; Timaios; Kritias. Eingeleitet von Olof Gigon; Übertragen von Rudolf Rufener. 1969
  - Die Gesetze. Eingeleitet von Olof Gigon; übertragen von Rudolf Rufener 1974
  - Die echten Briefe Platons: griechisch und deutsch. Übertragen und eingeleitet von Ernst Howald. 1951
  - Platon: Lexikon der Namen und Begriffe; verfasst von Olof Gigon und Laila Zimmermann. 1975
- Plutarch:
  - Von der Ruhe des Gemütes und andere philosophische Schriften. Plutarch; Übertragen und eingeleitet von Bruno Snell. 1948
  - Grosse Griechen und Römer. Plutarch; eingeleitet und übersetzt von Konrat Ziegler. 6 Bände, Band 1, 1954, Band 2, 3, 1955, Band 4, 1957, Band 5, 1960, 2. Auflage 1980, Band 6, 1965
  - Über Gott und Vorsehung, Dämonen und Weissagung. Plutarch; religionsphilosophische Schriften eingeleitet und neu übertragen von Konrat Ziegler. 1952
- Geschichte: Gesamtausgabe in zwei Bänden. Polybios; eingeleitet und übertragen von Hans Drexler. 2 Bände, 1961, 1963
- Die echten Gedichte. Theokrit; Deutsch von Emil Staiger. 1970
- Tragödien. Sophokles; herausgegeben und mit einem Nachwort versehen von Wolfgang Schadewaldt. 1986, 2002
- Stoa und Stoiker: die Gründer, Panaitios, Poseidonios; eingeleitet und übertragen von Max Pohlenz. 1950
- Geschichte des Peloponnesischen Krieges. Thukydides; eingeleitet und übertragen von Georg Peter Landmann. 1960
- Die Anfänge der abendländischen Philosophie: Fragmente und Lehrberichte der Vorsokratiker; eingeleitet von Ernst Howald; übertragen von Michael Grünwald. 1949
- Wege zu sich selbst. Kaiser Marc Aurel; herausgegeben und übertragen von Willy Theiler. 1957
- Xenophon: Der Zug der Zehntausend, Übers. Walter Müri, Hrsg. Bernhard Zimmermann, 2003

### Römische Reihe
- Das römische Weltreich vor dem Untergang. Ammianus Marcellinus; Sämtliche erhaltene Bücher übersetzt von Otto Veh. Eingeleitet und erläutert von Gerhard Wirth. 1974.
- Caesar: Der Gallische Krieg, Hrsg. Otto Schönberger, 2004.
- Sämtliche Gedichte: Lateinisch und Deutsch. Catull; Herausgegeben, eingeleitet und übersetzt von Otto Weinreich. 1969.
- Marcus Tullius Cicero:
  - Sämtliche Reden. Marcus Tullius Cicero; eingeleitet, übersetzt und erläutert von Manfred Fuhrmann. 7 Bände, Band 1,2, 1970, 2. Auflage 1985, Band 3, 1971, Band  4, 2. Auflage 1982, Band 5, 1978, Band 6, 1980, Band 7, 1982, von allen sieben Bänden 4. Auflage 2013
  - Vom Gemeinwesen: Lateinisch und Deutsch = Marci Tulli Ciceronis De re publica Libri: latine et germanice.  Marcus Tullius Cicero; eingeleitet und neu übertragen von Karl Büchner. 1952
  - Meisterreden. Marcus Tullius Cicero; eingeleitet, übersetzt und erläutert von Manfred Fuhrmann. 1983
  - Vom rechten Handeln: lateinisch und deutsch = De officiis libros III: latine et germanice. Marcus Tullius Cicero; eingeleitet und übersetzt von Karl Büchner. 1953
  - Von den Grenzen im Guten und Bösen: lateinisch und deutsch = De finibus bonorum et malorum: latine et germanice. Marcus Tullius Cicero; eingeleitet und übertragen von Karl Atzert = Marci Tulli Ciceronis; edidit et praefatus est Carolus Atzert. 1964
  - Gespräche in Tuskulum. Marcus Tullius Cicero; eingeleitet und neu übertragen von Karl Büchner. 1966
  - Gespräche in Tusculum, Hrsg. und Übers. Olof Gigon 1952
  - Cato der Ältere über das Alter. Cato Maior, Laelius, Hrsg. Max Faltner 2004
  - Ausgewählte Werke, 5 Bände in Schuber, Hrsg. und Übers. Fuhrmann, Gigon
- Römische Geschichte. Cassius Dio; übersetzt von Otto Veh; eingeleitet von Gerhard Wirth. Bd. 1: Fragmente der Bücher 1–35 , Bd. 2: Bücher 36–43 , Bd. 3: Bücher 44–50 , Bd. 4: Bücher 51–60 , Bd. 5: Epitome der Bücher 61–80, erschienen 2009
- Historia Augusta: römische Herrschergestalten, eingeleitet und übersetzt von Ernst Hohl; bearbeitet und erläutert von Elke Merten und Alfons Rösger; mit einem Vorwort von Johannes Straub. 2 Bände, 1976, 1985
- Oden und Epoden: Lateinisch und Deutsch. Q. Horatius Flaccus; übersetzt von Christian Friedrich Karl Herzlieb und Johann Peter Uz; eingeleitet und bearbeitet von Walther Killy und Ernst A. Schmidt. 1981
- Satiren und Briefe: lateinisch und deutsch = Sermones et epistulas: latine et germanice. Q. Horatius Flaccus; eingeleitet und übersetzt von Rudolf Helm. 1962
- Der Untergang des makedonischen Reiches: Römische Geschichte, Buch 39–45. Titus Livius; Eingeleitet, übersetzt und erläutert von Hans Jürgen Hillen; Mit einem Nachwort von Olof Gigon.
- De rerum natura: latine et germanice = Welt aus Atomen: lateinisch und deutsch. Titi Lucreti Cari; edidit et praefatus est Carolus Buechner = Titus Lucretius Carus; Textgestaltung, Einleitung und Übersetzung von Karl Büchner. 1958
- Martial Epigramme. Marcus Valerius Martialis; eingeleitet und im antiken Versmaß übertragen von Rudolf Helm. 1957
- Ovid:
  - Metamorphosen: das Buch der Mythen und Verwandlungen. Ovid; Nach der ersten deutschen Prosaübertragung durch August von Rode neu übersetzt und herausgegeben von Gerhard Fink 1994
  - Metamorphosen: Epos in 15 Büchern. Publius Ovidius Naso; herausgegeben und übersetzt von Hermann Breitenbach. 1958
  - Briefe aus der Verbannung: Lateinisch und Deutsch. Publius Ovidius Naso; übertragen von Wilhelm Willige; eingeleitet und erläutert von Georg Luck. 1963
- Sämtliche Briefe. C. Plinius Caecilius Secundus; eingeleitet, übersetzt und erläutert von André Lambert. 1969
- Plinius Secundus der Ältere: Naturkunde, Auswahlausgabe, Hrsg. und Übers. Kai Brodersen, Karl Bayer, Roderich König, 5 Bände, Band 1 Kosmologie, Band 2 Geographie, Band 3 Anthropologie, Zoologie, Band 4 Botanik, Medizin, Pharmakologie, Band 5 Metallurgie, Kunstgeschichte, Mineralogie, 2008
- Liebeselegien: lateinisch und deutsch = Carmina: latine et germanice. Properz und Tibull; neu herausgegeben und übersetzt von Georg Luck. 1964
- Römische Satiren: Ennius, Lucilius, Varro, Horaz, Persius, Juvenal, Seneca, Petronius. Eingeleitet und übertragen von Otto Weinreich. 1949
- Sallust: Die Verschwörung Catilinas / Der Krieg mit Jugurtha. Übersetzt und kommentiert von Josef Lindauer. 2007
- Seneca: Hercules Furens; Trojanerinnen; Medea; Phaedra; Octavia. Sämtliche Tragödien: Lateinisch und Deutsch; übersetzt und erläutert von Theodor Thomann; Bd. 1, 1961
- Seneca: Oedipus; Thyestes; Agamemnon; Herkules auf dem Oeta; Phönissen. Übersetzt und erläutert von Theodor Thomann. Sämtliche Tragödien: Lateinisch und Deutsch; Bd. 2, 1969
- Leben der Caesaren. Gaius Suetonius Tranquillus; eingeleitet und übersetzt von André Lambert. 1955
- Tacitus. Germania, Übersetzer Alfons Städele 2001
- Tacitus. Annalen, Übers. Erich Heller, Einleitung Manfred Fuhrmann 2011
- Weltgeschichte von den Anfängen bis Augustus, im Auszug des Justin. Pompeius Trogus; eingeleitet, übersetzt und erläutert von Otto Seel. 1972
- Aeneis. Vergil; Deutsch von Emil Staiger. 1981
- Vergil: Aeneis, Übers. Gerhard Fink 2007

### Reihe Der Alte Orient
- Sumerische und akkadische Hymnen und Gebete; eingeleitet und übertragen von Adam Falkenstein und Wolfram von Soden. 1953
- Altägyptische Lebensweisheit; eingeleitet und übertragen von Fr. W. Freiherr von Bissing. 1955
- Altägyptische Weisheit. Lehren für das Leben. Hellmut Brunner
- Die ägyptische Götterwelt; eingeleitet und übertragen von Günther Roeder. Die ägyptische Religion in Texten und Bildern; Bd. 1, 1959
- Mythen und Legenden um ägyptische Gottheiten und Pharaonen. Eingeleitet und übertragen von Günther Roeder. Die ägyptische Religion in Texten und Bildern; Bd. 2, 1960
- Kulte, Orakel und Naturverehrung im alten Ägypten; eingeleitet und übertragen von Günther Roeder. Die ägyptische Religion in Texten und Bildern; Bd. 3, 1960
- Der Ausklang der ägyptischen Religion mit Reformation, Zauberei und Jenseitsglauben. Eingeleitet und übertragen von Günther Roeder. Die ägyptische Religion in Text und Bild; Bd. 4, 1961
- Ägyptische Unterweltsbücher, eingeleitet, übersetzt und erläutert von Erik Hornung.
- Altägyptische Liebeslieder: mit Märchen und Liebesgeschichten; eingeleitet und übertragen von Siegfried Schott.
- Ägyptische Hymnen und Gebete, Hrsg. Jan Assmann
- Konfuzianische Bildung und Bildwelt; ausgewählt und übertragen von Victoria Contag. Ostasiatische Abt. / herausgegeben von Herbert Franke

### Reihe Antike und Christentum
- Augustinus:
  - Werke Band 1: Bekenntnisse. Aurelius Augustinus; Vollständige Ausgabe, eingeleitet und übertragen von Wilhelm Thimme. 1950
  - Werke Band 2: Selbstgespräche über Gott und die Unsterblichkeit der Seele. Aurelius Augustinus; Gestaltung des lateinischen Textes von Harald Fuchs; Einführung, Übertragung, Erläuterungen und Anmerkungen von Hanspeter Müller. 1954
  - Werke Band 3: Vom Gottesstaat. Aurelius Augustinus; übersetzt von Wilhelm Thimme; eingeleitet und erläutert von Carl Andresen. Bd. 1, Bd. 2, 1955
  - Philosophische Frühdialoge: Gegen die Akademiker. Über das Glück. Über die Ordnung. Aurelius Augustinus; Eingeleitet, übersetzt und erläutert von Bernd-Reiner Voß 1972
  - Philosophische Spätdialoge: Die Grösse der Seele. Der Lehrer. Aurelius Augustinus; eingeleitet, übersetzt und erläutert von Karl Heinrich Lütcke, Günther Weigel. 1973
  - Theologische Frühschriften: Vom freien Willen, Von der wahren Religion. Augustinus; übersetzt und erläutert von Wilhelm Thimme; [textum Latinum recensuit Guilelmus Green]. 1962
- Trost der Philosophie = Consolationis philosophiae: lateinisch und deutsch. Boethius; herausgegeben und übersetzt von Ernst Gegenschatz und Olof Gigon; eingeleitet und erläutert von Olof Gigon. 1969
- Trost der Philosophie. Anicius Manlius Torquatus Severinus Boethius; übertragen von Eberhard Gothein, Überarbeitung von Wolfgang Gothein, Einleitung Marie Luise Gothein 1949
- Die Gnosis, Hrsg. Carl Andresen unter Mitwirkung von Jens Peter Asmussen; eingeleitet, übersetzt und erläutert von Alexander Böhlig. 3 Bände.
  - Zeugnisse der Kirchenväter, unter Mitwirkung von Ernst Haenche, Martin Krause; eingeleitet, übersetzt und erläutert von Werner Foerster. Die Gnosis, Bd. 1, 1969
  - Koptische und Mandäische Quellen; eingeleitet, übersetzt und erläutert von Martin Krause und Kurt Rudolph; mit Registern zu Band 1 und 2 versehen und herausgegeben von Werner Foerster. Die Gnosis; Bd. 2, 1971
  - Der Manichäismus, Die Gnosis, Bd. 3, 1980
- Frühes Mönchtum im Abendland; eingeleitet, übersetzt und erklärt von Karl Suso Frank, Hrsg. Carl Andresen. 2 Bände. 1975, Band 1 Lebensformen, Band 2 Lebensgeschichten
- Tertullian: Werke, Band 1: Über die Seele, Hrsg./Übers. Jan Waszink, 1980
- Christlicher Platonismus: Die theologischen Schriften des Marius Victorinus. C. Marius Victorinus; übersetzt von Pierre Hadot und Ursula Brenke; eingeleitet und erläutert von Pierre Hadot. 1967
- Pythagoras: Legende, Lehre, Lebensgestaltung: Griechisch und Deutsch = De vita Pythagorica liber. Iamblichos; herausgegeben, übersetzt und eingeleitet von Michael von Albrecht. 1963
- Die antike Weltgeschichte in christlicher Sicht. Paulus Orosius; übersetzt und erläutert von Adolf Lippold; eingeleitet von Carl Andresen, 1985

### Reihe Sammlungen und Anthologien
- Antike Fabeln: Hesiod, Archilochos, Aesop, Ennius, Horaz, Phaedrus, Babrios, Avianus, Romulus; mit 97 Bildern des Ulmer Aesop von 1476; eingeleitet und neu übertragen von Ludwig Mader. 1951
- Carmina Priapea: Gedichte an den Gartengott, ausgewählt und erläutert von Bernhard Kytzler; übersetzt von Carl Fischer, 1978
- Griechische Lyriker, Griechisch und Deutsch; übertragen und eingeleitet von Horst Rüdiger. 1949
- Griechische Sagen: Apollodoros, Parthenios, Antoninus Liberalis, Hyginus. Eingeleitet und neu übertragen von Ludwig Mader. 1963
- Res publica: Texte zur Krise der frührömischen Tradition: lateinisch/griechisch und deutsch. Ausgewählt, übersetzt und erläutert von Rudolf Till. 1976
- Römisches Privatrecht: lateinisch und deutsch = De Romanorum iure: Latine et germanice; ausgewählt, übertragen, erklärt und eingeleitet von Erwin Scharr.
- Roma aeterna: Lateinische und griechische Romdichtung von der Antike bis in die Gegenwart; ausgewählt, übersetzt und erläutert von Bernhard Kytzler. 1972
- Briefe des Altertums; ausgewählt, eingeleitet und teilweise neu übersetzt von Horst Rüdiger. 1965
- Antike Geisteswelt. Auswahl und Einführung von Walter Rüegg. 2. Auflage 1964

### Reihe Antike und Humanismus
- Über das Hauswesen = Della famiglia. Leon Battista Alberti; übersetzt von Walther Kraus; eingeleitet von Fritz Schalk. 1963
- Dialog über das Schatzamt: Lateinisch und deutsch = Dialogus de scaccario: latine et germanice. Richard von Ely; eingeleitet, übersetzt und erläutert von Marianne Siegrist. 1962

### Reihe Forschung und Deutung
- E. R. Dodds: Der Fortschrittsgedanke in der Antike und andere Aufsätze zu Literatur und Glauben der Griechen; ins Deutsche übertragen von Kristine Morgenthaler 1977
- Victor Ehrenberg: Aristophanes und das Volk von Athen: eine Soziologie der altattischen Komödie. 1968
- Victor Ehrenberg: Der Staat der Griechen. 1965
- Die antike Philosophie als Massstab und Realität: [zum 65. Geburtstag von Olof Gigon, 28. Januar 1977]. Olof Gigon; Hrsg. von Laila Straume-Zimmermann.
- Olof Gigon: Gegenwärtigkeit und Utopie: eine Interpretation von Platons "Staat". 1976
- Friedrich Klingner: Virgils Georgica. 1976
- Huldrych M. Koelbing: Arzt und Patient in der antiken Welt. 1977
- Fridolf Kudlien: Der Beginn des medizinischen Denkens bei den Griechen von Homer bis Hippokrates. 1967
- Siegfried Morenz: Die Begegnung Europas mit Ägypten: mit einem Beitrag von Martin Kaiser über Herodots Begegnung mit Ägypten. 2. Auflage 1969
- Shmuel Sambursky: Das physikalische Weltbild der Antike. 1965
- Karl Friedrich Stroheker: Germanentum und Spätantike. 1965
- Tuttu Tarkiainen: Die athenische Demokratie; aus dem Finnischen übersetzt von Rita Öhquist. 1966
- Bartel Leendert van der Waerden: : Die Pythagoreer: religiöse Bruderschaft und Schule der Wissenschaft. 1979